# Rafik Hariri
Rafik Bahaa Edine Hariri (arabsko رفيق الحريري), libanonski poslovnež, politik, predsednik vlade (1992 - 1998, 2000 - 2004), * 1. november 1944, Sidon, Libanon, † 14. februar 2005 , Bejrut, Libanon.
V sunitski družini rojeni Rafik je osnovno in srednjo šolo obiskoval v rodnem Sidonu, ekonomijo pa je študiral na bejrutski Arabski univerzi. Leta 1965 je odšel v Saudovo Arabijo, kjer je bil zaposlen pri gradbenem podjetju in se še istega leta poročil z Nazik Audeh. Leta 1969 je ustanovil svoje podjetje CICONEST. Ravno takrat so cene nafte narasle in Hariri je tako rekoč čez noč obogatel (v 80. letih se je uvrstil na Forbesov seznam 100 najbogatejših Zemljanov, leta 2002 je s premoženjem v vrednosti 3,8 milijard ameriških dolarjev veljal za četrtega najbogatejšega politika na svetu). Leta 1978 mu je saudska kraljeva družina zaradi poslovnih uspehov podelila državljanstvo Saudove Arabije. Naslednje leto je svoje podjetje združil s podjetjem Oger v Oger International s sedežem v Parizu. Dejavnost je razširilo na bančništvo, nepremičnine, nafto, industrijo in telekomunikacije.
Leta 1989 je s svojim denarjem pripravil mirovna pogajanja v Taifu, ki so se končala s podpisom taifskega sporazuma, ki je končal libanonsko državljansko vojno. V Libanon se je vrnil leta 1992 in postal premier. Z izdajo obveznic in posojilom Svetovne banke je poskrbel za pričetek obnove države. Na premierskem položaju je ostal vse do leta 1998 in se nanj vrnil leta 2000. Ko so leta 2004 pod sirskim pritiskom prosirskemu predsedniku Émilu Lahoudu podaljšali mandat, je 20. novembra protestno odstopil. 
Hariri, ki je bil cenjen med tujimi voditelji (veljal je za tesnega prijatelja francoskega predsednika Jacquesa Chiraca) je v času obeh mandatov omogočil izbrazbo okoli 30.000 študentom v in zunaj Libanona, v dobrodelne namene in investicije je prispeval precej svojega denarja in deloval v smeri obnove države ter zbližanja verskih in etničnih skupin. Zato pa je njegova ekonomska politika pripeljala do velikanskega proračunskega primanjkljaja in javnega dolga. Donacijam v dobrodelne namene navkljub so ga obtoževali, da je revne sloje izključil iz javnega življenja. Veliko ministrov njegove vlade je bilo predmet preiskave zaradi suma korupcije in zaradi njegovih investicij tudi v času vodenja vlade so ga kritizirali zaradi konflikta interesov. 
14. februarja je bil skupaj s še 20 spremljevalci ubit v bombnem napadu (moč eksploziva je bila enakovredna toni TNT) pred bejrutskim hotelom St. George. Čeprav za to še ni trdnih dokazov, neuradno velja, da so napad pripravile sirske oblasti, s katerimi se je Hariri sprl tik pred svojim drugim odstopom. Po besedah Valida Džumblata je sirski predsednik Bašar al Asad že avgusta 2004 Haririju in njemu posredno grozil s smrtjo.
Po tem atentatu je izbruhnila t. i. revolucija ceder. Na tisoče Libanoncev se je zgrnilo na množične protisirske demonstracije na bejrutskem Trgu mučenikov. Skupaj s pritiskom mednarodne skupnosti jim je uspelo doseči, da je Sirija popustila in do 26. aprila v celoti umaknila svojo vojsko in obveščevalce iz Libanona.
OZN je na podlagi resolucije Varnostnega sveta ustanovila preiskovalno komisijo pod vodstvom Detleva Mehlisa, ki je podrobno raziskala vse okoliščine atentata. Le ta je 20. oktobra Varnostnemu svetu predala prvo poročilo, ki ugotovalja, do so v atentat bile vpletene tako libanonske kot sirske obveščevalne službe.